# Krzysztof Wodiczko
Krzysztof Wodiczko (ur. 16 kwietnia 1943 w Warszawie) – polski artysta wizualny i teoretyk sztuki zamieszkały w USA.

## Życiorys
W 1968 ukończył studia na Wydziale Projektowania Przemysłowego ASP w Warszawie. Po studiach pracował jako projektant w zakładach przemysłowych: początkowo w UNITRA Warszawa, potem (w latach 1970-1977) w Polskich Zakładach Optycznych w Warszawie.
W 1977 wyjechał z Polski, początkowo do Kanady, gdzie pracował na Uniwersytecie Guelph. Od 1979 wykładał na Ontario College of Art w Toronto, a od 1977 do 1981 na Nova Scotia College of Art and Design w Halifaksie. W 1983 przeniósł się do Nowego Jorku, a w 1991 do Bostonu, gdzie zaczął nauczać na Massachusetts Institute of Technology, od 1994 był dyrektorem Center for Advanced Visual Studies na MIT. Obecnie wykłada na Harvard Graduate School of Design.

## Twórczość
Jego prace wiążą się z wykorzystaniem przestrzeni publicznej do projekcji poruszających tematykę społeczną i polityczną. Artysta w pracach oraz w teoretycznej refleksji często podkreśla postrzeganą przez siebie konieczność aktywnego korzystania z demokracji. W 1987 opracował Pojazd dla bezdomnych, który przez dwa lata testował na ulicach Nowego Jorku. Od 1980 pracował nad projekcjami slajdowymi, a od 1996 także filmowymi na budynkach w przestrzeni miejskiej. W 1985 wyświetlał przez dwie godziny obraz swastyki na tympanonie ambasady RPA w Londynie jako protest przeciw polityce apartheidu. W 2009 na 53. Biennale w Wenecji, w Pawilonie Polskim w ogrodach Giardini, artysta zaprezentował swoją Instalację Goście. Tematykę obecności imigrantów w społeczeństwie poruszał jego projekt Laska tułacza (1992), prezentowany m.in. Barcelonie, Nowym Jorku, Paryżu i Marsylii.
Inną instalacją była Hiroshima, zaprezentowana po raz pierwszy w 1999 Kopule Wojny Atomowej w Hiroshimie. Artysta, wraz z ofiarami wybuchu, ich dziećmi i wnukami, i innymi bezpośrednio lub pośrednio związanymi osobami, przygotował nagranie ich opowiadań, które wyświetlono na budynku. Nagrano obraz samych dłoni opowiadających, projekcja „dodawała” więc do „korpusu” Kopuły dłonie i głos.
Artysta zrealizował także instalację z projekcją na galerii Zachęta w Warszawie w 2005. Na frontowej ścianie galerii pojawiały się nagrania kobiet, które gotowe były opowiedzieć o traumatycznych wydarzeniach ze swojego życia. W nagraniach często podkreślano społeczny kontekst tych doświadczeń.
25 marca 2012 w Nantes odsłonięto zaprojektowany przez Wodiczkę pomnik obalenia niewolnictwa.
2 października 2007 otrzymał tytuł doktora honoris causa ASP w Poznaniu.
Odznaczony Krzyżem Oficerskim Orderu Odrodzenia Polski (2011) oraz Złotym Medalem „Zasłużony Kulturze Gloria Artis” (2009). W 2006 otrzymał Nagrodę im. Katarzyny Kobro.

## Życie prywatne
Jest synem dyrygenta Bohdana Wodiczki. Byłą żoną Krzysztofa Wodiczki jest Elżbieta Góral – artystka plastyczka, wnuczka Mariana Keniga.

## Wideo
- Krzysztof Wodiczko : „Projekcje”, reżyseria Derek May, 52 minuty, 1991, National Film Board of Canada